# دومينيك أ. أنطونيلي
دومينيك أ. انطونيلي (بالإنجليزية: Dominic A. Antonelli) (و. 1967  م) هو ضابط، ورائد فضاء أمريكي، ولد في ديترويت.

## التعليم
تعلم في معهد ماساتشوستس للتكنولوجيا، وكلية تدريب الطيارين الاختباريين الأمريكية ‏، وجامعة واشنطن.

## ريادة الفضاء
شارك في المهمات الفضائية:
- STS-132
- STS-119.

## الخدمة العسكرية
خدم في بحرية الولايات المتحدة.